# Орукту
Орукту (кирг. Өрүктү) — село в Ала-Букинском районе Джалал-Абадской области Кыргызстана. Административный центр Оруктунского айылного аймака.

## География
Село расположено в юго-западной части области, на левом берегу реки Орюктю, к северу от Касан-Сайского водохранилища, на расстоянии приблизительно 3 километров (по прямой) к западу от села Ала-Бука, административного центра района. Абсолютная высота — 1222 метра над уровнем моря.

## История
До 19 марта 2004 года село носило название Жойбелент.

## Население
Согласно оценочным данным Национального статистического комитета Кыргызской Республики, численность населения села на начало 2023 года составляла 3964 человека.
| год     | 2009 | 2014 | 2015 | 2020 | 2021 | 2023 |
| ------- | ---- | ---- | ---- | ---- | ---- | ---- |
| человек | 2812 | 3544 | 3669 | 3802 | 3831 | 3964 |